# Metlakatla (British Columbia)
Metlakatla ist einerseits eines der sieben Dörfer der Tsimshians in der kanadischen Provinz British Columbia, das am Metlakatla-Pass nahe bei Prince Rupert liegt. Andererseits befindet sich ein gleichnamiger Ort in Alaska, genauer auf Annette Island, der damit zu den USA gehört. Während das kanadische Metlakatla knapp 200 Einwohner zählt, waren es in Alaska mehr als 1400.
Der Name der Orte geht auf Maaxłakxaała zurück, was in der Sprache der traditionell dort lebenden Tsimshian „Salzwasser-Pass“ bedeutet. Ursprünglich handelte es sich um ein Winterdorf der neun Stämme vom unteren Skeena River. Dennoch ist der Ort nicht einem der 14 kanadischen Teilstämme der Tsimshians zuzuordnen.

## Geschichte
1862 errichtete der anglikanische Laienprediger William Duncan eine utopisch-christliche Gemeinschaft, die aus rund 350 Tsimshian von Lax Kw'alaams (Fort Simpson) bestand. Zu ihnen gesellten sich Mitglieder anderer Tsimshiangruppen.
Doch im selben Jahr traf die Gemeinde eine der schwersten Epidemien des kanadischen Westens, eine Pockenepidemie. Duncan deutete diese Katastrophe als Zeichen Gottes. Sein einflussreichster Anhänger, Häuptling Ligeex (Paul Legaic) von den Gispaxlo'ots, lebte abwechselnd in beiden Dörfern, in seinem traditionellen wie in der neuen Gemeinde. Er hatte lange den Handel in der Skeena-Region kontrolliert, musste jedoch der Hudson’s Bay Company nachgeben, die ihr Handelsmonopol zunehmend durchsetzte. Dr. John Frederick Kennedy von der Company hatte 1832 eine Verwandte des Häuptlings geheiratet, um die entstandenen Auseinandersetzungen mittels einer politischen Ehe zu beenden.
Duncan und Häuptling Ligeex standen jedoch nicht immer auf gutem Fuß. Als Duncan am Tag der Initiation der Häuptlingstochter die Glocken läutete, hätte ihn dies fast das Leben gekostet. Der Häuptling bedrohte ihn mit einem Gewehr. Doch rettete ihm ein Häuptling einer Hausgruppe der Tsimshians das Leben. Häuptling Ligeex seinerseits ließ sich von Duncan bekehren. Er setzte sich sogar als Missionar ein und verstarb 1869 auf einer Missionsreise. Die Gemeinde wuchs weiterhin recht schnell, 1874 entstand die größte Kirche im Nordwesten, die St. Paul's Church, und 1879 umfasste die Gemeinde bereits 1100 Menschen. 
Doch wurde Duncan 1881 nach einem Streit aus der anglikanischen Church Missionary Society ausgeschlossen. Daraufhin gründete er eine eigene Independent Native Church. 1887 nahm er etwa 800 Bewohner des Ortes in einer Kanufahrt mit und gründete New Metlakatla in Alaska.
Dazu war Duncan zunächst nach Washington gereist und hatte die dortige Regierung um Land gebeten. Diese räumte ihm Annette Island ein. Die Gemeinde baute bei Port Chester ein Dorf, zu dem neben einer Kirche eine Schule, eine Sägemühle und eine Gerberei gehörten. Duncan war von Beruf Gerber. Der Name des neuen Ortes war New Metlakatla. 1888 reiste Duncan erneut nach Washington und erreichte, dass 1891, obwohl es in Alaska keine Indianerreservate (reservations) gab, ein solches eingerichtet wurde. Es bestand aus Annette Island und den umgebenden Inseln und stellt heute das einzige Indianerreservat in ganz Alaska dar.
Duncan führte die Gemeinde bis zu seinem Tod 1918. In seinen Grundsätzen bekämpfte er zahlreiche Elemente der Tsimshian-Kultur, wie die Gesichtsbemalung, Heilpraktiken, das traditionelle Verschenken beim Potlatch. Darüber hinaus untersagte er Glücksspiel und Alkohol, darüber hinaus forderte er die Sonntagsruhe, Anwesenheit bei religiösen Weisungen, Schulbesuch, Sauberkeit, Fleiß, Friedfertigkeit, Offenheit und Ehrlichkeit im Handel, den Bau gepflegter Häuser und die Zahlung der Ortssteuer, die die Gemeinde erhob.
Während des Zweiten Weltkrieges wurde eine Landebahn auf der Insel eingerichtet, die bis vor wenigen Jahren die größte in Alaska war. Erst die Einrichtung des Ketchikan Airport auf Gravina Island in der Inside Passage übernahm ihre Funktion. 1998 entstand eine Ende der 1940er Jahre zugesagte Verbindungsstraße zur Inside Passage, quer über die Insel. Im Jahr 2000 hatte Metlakatla 1375 Einwohner, von denen über 80 % den Ureinwohnern zugerechnet wurden, 2010 waren von den 1405 Einwohnern 1162 Indianer oder Alaska Natives, was 82,7 % der Bevölkerung entsprach.
Die Zurückgebliebenen in Alt Metlakatla unterstanden nach dem Abzug Duncans und seiner Anhänger der geistlichen Führung seines Gegners, Bischof William Ridley, der der neu gegründeten Diözese Caledonia vorstand. Im Juli 1901 brach ein Feuer in der St. Pauls-Kirche aus, das diese völlig zerstörte. Der Bischof verdächtigte die Leute Duncans, ließ die Kirche 1903 neu bauen, doch musste er 1905 seine Diözese verlassen und nach England gehen. 1914 brannte die Kirche abermals ab.
1983 hatte Alt Metlakatla nur noch 117 Einwohner.